# HMS Frobisher (D81)
«Фробішер» (англ. HMS Frobisher (D81) — військовий корабель, важкий крейсер типу «Гокінс» Королівського військово-морського флоту Великої Британії.

## Історія створення
Крейсер «Фробішер» був закладений[2 серпня 1916 року на верфі Devonport Dockyard, Девонпорт (Велика Британія) і спущений на воду 20 березня 1920 року. До складу Королівських ВМС крейсер увійшов 20 вересня 1924 року.

## Історія служби

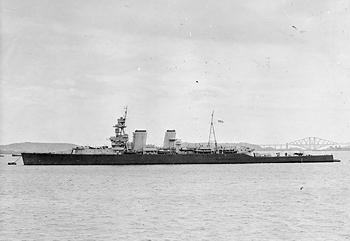
Важкий крейсер «Фробішер» у затоці Ферт-оф-Форт. 1945.

Артилерійська підтримка кораблями союзників висадки морського десанту на узбережжя Нормандії. Позиція важкого крейсеру «Фробішер» в ході висадки десанту на лівому фланзі навпроти плацдарму «Сорд». Операція «Нептун». 6 червня 1944.